# It's Like You Never Left
| Recensione              | Giudizio   |
| ----------------------- | ---------- |
| AllMusic                | [ 1 ]      |
| Robert Christgau        | C          |
| Sputnikmusic            | 3.0 (Good) |
| Dizionario del Pop-Rock | [ 4 ]      |

It's Like You Never Left è un album discografico di Dave Mason, pubblicato dalla casa discografica Columbia Records nell'ottobre del 1973.
L'album raggiunse la cinquantesima (17 novembre 1973) posizione della Chart statunitense Billboard 200.

## Tracce
Lato A
Testi e musiche di Dave Mason.
1. Baby...Please – 3:15
2. Every Woman – 1:40
3. If You've Got Love – 3:19
4. Maybe – 4:03
5. Head Keeper – 3:35

Lato B
Testi e musiche di Dave Mason, eccetto dove indicato.
1. Misty Morning Stranger – 4:30
2. Silent Partner – 3:03
3. Side Tracked – 3:30 (Dave Mason, M Jordan, R Jaeger, L Turner)
4. The Lonely One – 4:42
5. It's Like You Never Left – 3:03

## Musicisti
Baby...Please
- Dave Mason - voce, chitarre
- Graham Nash - voce
- Chuck Rainey - basso
- Rick Jaeger - batteria
- Rocky - conga

Every Woman
- Dave Mason - voce, chitarre
- Graham Nash - voce

If You've Got Love
- Dave Mason - voce, chitarre
- Son of Harry - chitarra
- Mark Jordan - pianoforte
- Carl Radle - basso
- Jim Keltner - batteria
- Maxine Willard - accompagnamento vocale, cori
- Clyde King -  accompagnamento vocale, cori
- Julia Tillman -  accompagnamento vocale, cori
- Kathleen Saroyan -  accompagnamento vocale, cori

Maybe
- Dave Mason - voce, chitarre
- Charles Fletcher - basso

Head Keeper
- Dave Mason - voce, chitarre
- Graham Nash - voce
- Greg Reeves - basso
- Jim Keltner - batteria

Misty Morning Stranger
- Dave Mason - voce, chitarre
- John Batdorf - voce
- Mark Jordan - pianoforte
- Steve Madaio - strumento a fiato
- Dennis Morouse - strumento a fiato
- Norma Bell - strumento a fiato
- Lonnie Turner - basso
- Rick Jaeger - batteria

Silent Partner
- Dave Mason - voce, chitarre, moog bass
- Rick Jaeger - batteria
- Rocky - conga
- Moog programmato da: Malcolm Cecil

The Lonely One
- Dave Mason - voce, chitarra
- Stevie Wonder - armonica
- Mark Jordan - pianoforte, organo
- Carl Radle - basso
- Jim Keltner - batteria

It's Like You Never Left
- Dave Mason - voce, chitarra
- Greg Reeves - basso
- Jim Keltner - batteria
- Nastyee - conga
- Maxine Willard - accompagnamento vocale, cori
- Clydie King -  accompagnamento vocale, cori
- Julia Tillman -  accompagnamento vocale, cori
- Kathleen Saroyan -  accompagnamento vocale, cori

Note aggiuntive
- Dave Mason - produttore, arrangiamenti
- Malcolm Cecil - co-produttore
- Registrazioni effettuate al: Record Plant (Los Angeles, CA); Sunset Sound Recorders (Los Angeles, CA); CBS Studios (San Francisco, CA)
- Malcolm Cecil, Al Schmitt e Glen Kolotkin - ingegneri delle registrazioni
- Jimmy Wachtel - design album
- Lorrie Sullivan - fotografie
- Jimmy Wachtel, Wild Studios (Los Angeles) e Noodles the Cat - artwork
- Larry Kurzon - direzione[8]